# Cajetan von Textor

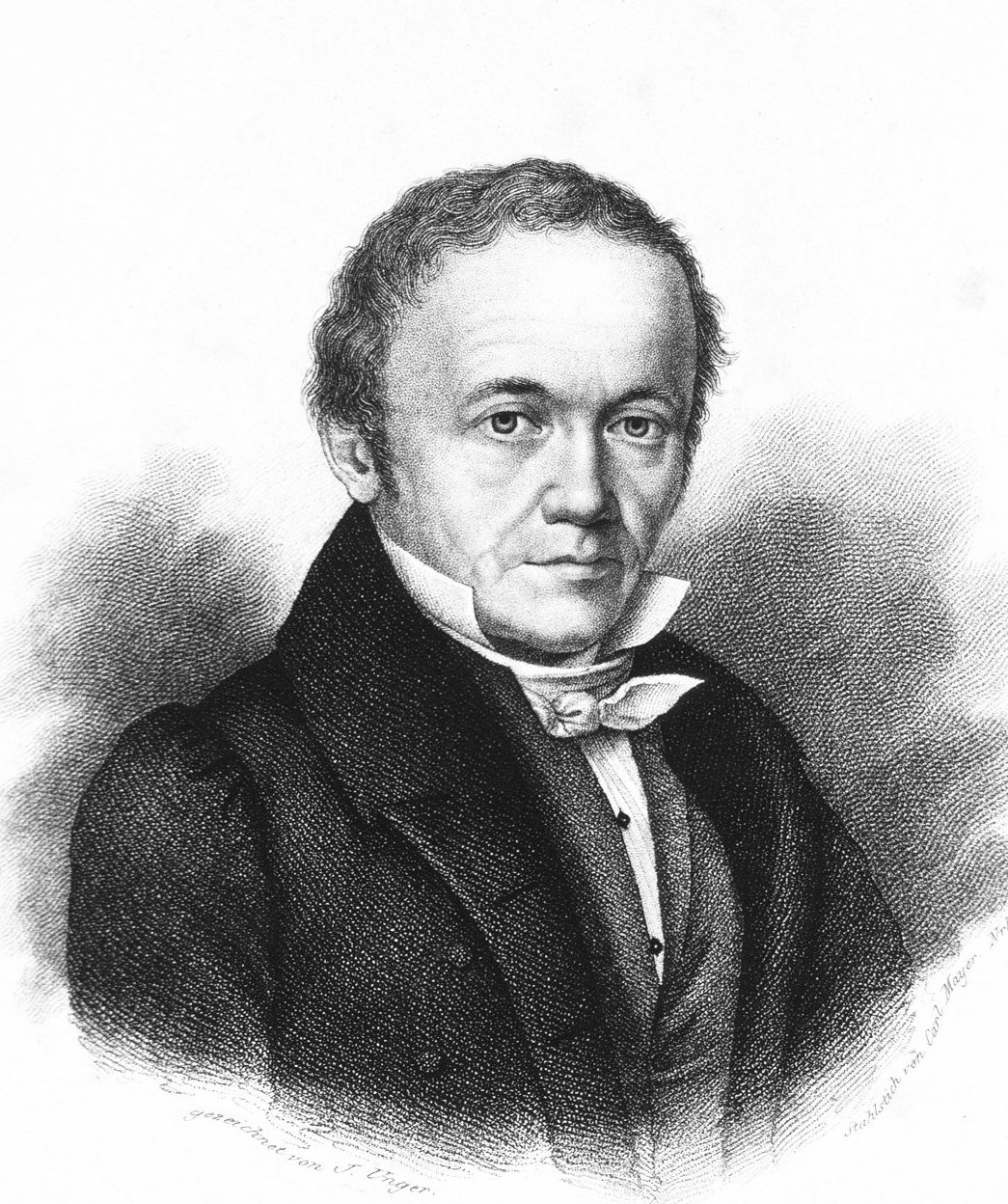
Cajetan von Textor, vor 1822

Joseph Cajetan Textor, ab 1849 Ritter von Textor, auch Kajetan (von) Textor (* 28. Dezember 1782 in Markt Schwaben bei Ebersberg; † 7. August 1860 in Würzburg), war ein deutscher Chirurg und Hochschullehrer an der Universität Würzburg.

## Biografie
Cajetan von Textor, geboren in Oberbayern, kam aus ärmlichen Verhältnissen (und war das 14. von 15 Kindern seiner Eltern), zeichnete sich in der Schule aus und besuchte die Schule im Benediktinerkloster Seeon und ab 1796 bis zum Gymnasialabschluss 1802 das Gymnasiallyzeum, das heutige Wilhelmsgymnasium in München. Er studierte 1804 bis 1808 Medizin an der von Ingolstadt nach Landshut verlegten Ludwig-Maximilians-Universität als Schüler von Philipp Franz von Walther, unter dem er 1808 mit einer Arbeit über Tuberkulose promoviert wurde. Nach Absolvierung des Biennium Practicum (zweijähriges Praktikum) am Militärhospital München beim Mediziner und späteren königlichen Leibarzt Bernhard Joseph von Hartz und am dortigen Allgemeinen Krankenhaus bei Andreas Koch war er mit einem staatlichen Stipendium auf einer mit einem Freund zu Fuß unternommenen Studienreise, war dabei unter anderem bei den französischen Chirurgen Desault, Pierre-François Percy und Alexis Boyer in Paris, wanderte 1811 durch Südfrankreich und die Schweiz, bildete sich bei Antonio Scarpa in Pavia weiter, besuchte Neapel und studierte bei dem damals neuberufenen Ophthalmologen Georg Joseph Beer (Augenchirurgie) in Wien, was ihn befähigte später selbst Augenbehandlungen und Vorlesungen über „Chirurgische und Augenklinik“ durchzuführen. 1813 bestand er die Proberelation und 1814 die Staatsprüfung (Staatskonkurs) in München und war dort niedergelassener Arzt, der in seiner Privatpraxis erfolgreich Steinschnitte (Lithotomien) vornahm, sowie Sekundararzt (Zweiter Wundarzt) im Allgemeinen Krankenhaus in München, wo er bereits als Praktikant Andreas Koch zu seinen akademischen Lehrern zählte.

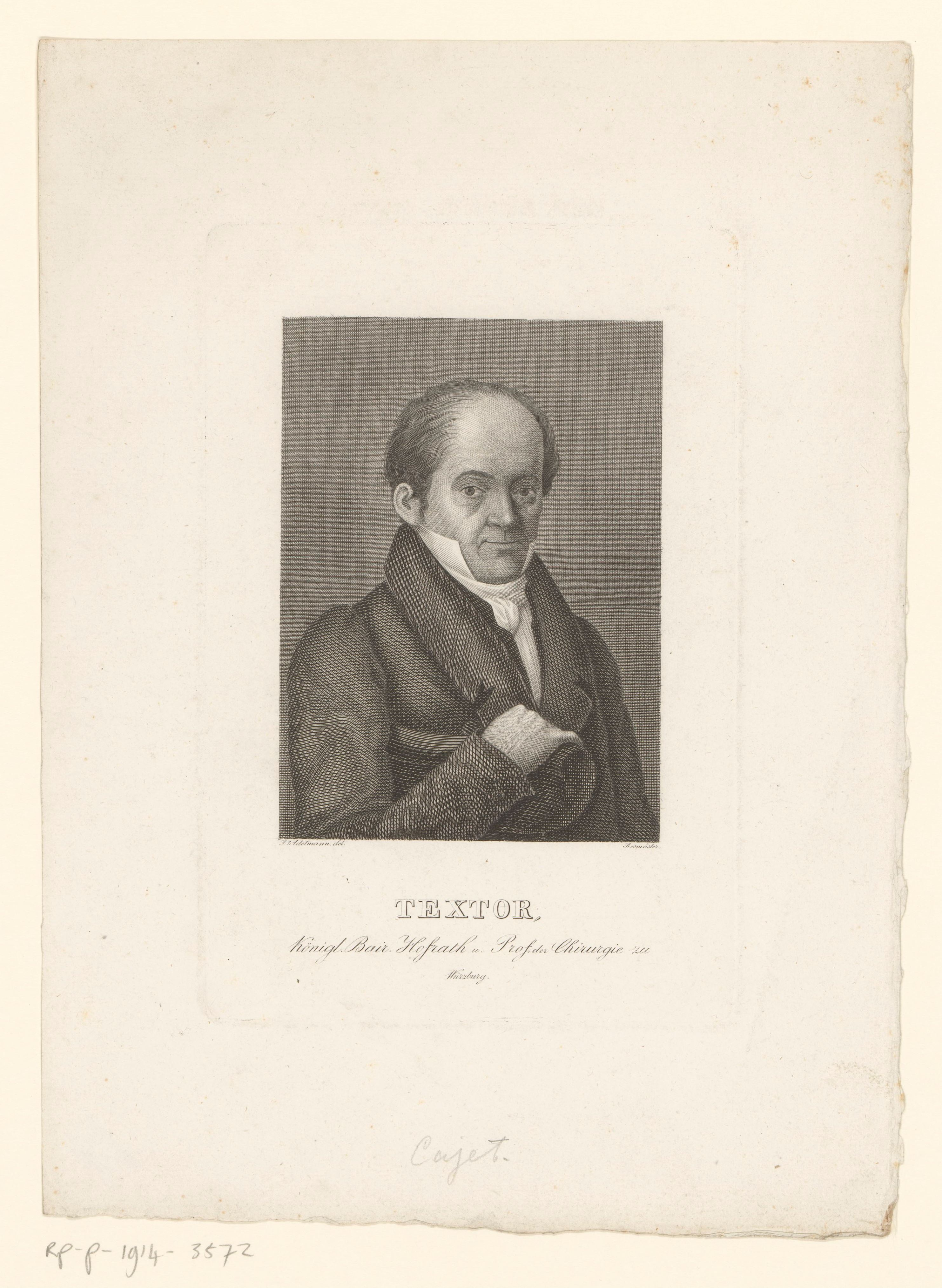
Cajetan von Textor, nach 1821

Im Dezember 1815 wurde Textor zunächst als Vertreter des außerordentlichen Professors Georg Anton Markard (1775–1816) angestellt. Textor wurde im Februar 1816, nachdem Markard (kurze Zeit vertreten durch den Oberwundarzt Franz Kaspar Hesselbach) noch vor Textors Eintreffen in Würzburg gestorben war, dessen Nachfolger (nicht der ebenfalls vorgeschlagene Adam Elias von Siebold). Im November 1816 wurde Textor dann ordentlicher Professor für Chirurgie und Oberwundarzt am Juliusspital der Universität Würzburg. Im Rahmen seiner Berufung zum Ordinarius für Chirurgie wurde er 1818 zum Ehrendoktor der Philosophischen Fakultät in Würzburg ernannt. 1821 versuchte er die von dem Würzburger Mediziner Johann Bartholomäus von Siebold herausgegebene kurzlebige Fachzeitschrift Chiron wiederzubeleben und initiierte 1821 die Herausgabe der weitgehend von ihm selbst mit Fachbeiträgen versorgten, dem bayerischen König gewidmeten Zeitschrift Der Neue Chiron, die allerdings das Jahr 1822 nicht überlebte. Er bewirkte organisatorische Verbesserungen der Chirurgischen Klinik und 1821 vorgenommene Umbauarbeiten des Operationssaals im Portalbau des Juliusspitals. Im Jahr 1822 wurde zum königlich bayerischen Hofrat ernannt. Am 28. November 1824 wurde er mit dem akademischen Beinamen Sabatier unter der Matrikel-Nr. 1290 als Mitglied in die Kaiserliche Leopoldino-Carolinische Akademie der Naturforscher aufgenommen. 1832 wurde er in Würzburg entlassen, da man ihn im Rahmen einer Demagogenverfolgung revolutionärer Sympathien verdächtigte (Julirevolution von 1830, Hambacher Fest) – wie auch den Internisten Johann Lukas Schönlein und einige andere Professoren wie den Pathologen Carl Richard Hoffmann und den Gerichtsmediziner Johann Baptist Friedreich. Neben dem Juliuspital, in der Kühgasse, fand sich laut Rudolf Virchow fast täglich eine Gesellschaft von Freunden zusammen, zu denen außer dem liberalen Würzburger Bürgermeister unter anderem auch die Mediziner Schönlein Friedreich sowie Textor gehörten. Textor war nicht aktiv an revolutionären Bestrebungen beteiligt und die bayerische Regierung war von seiner Ungefährlichkeit überzeugt. So erhielt der Strafversetzte rückberufen 1834 seinen Lehrstuhl wieder. Dazwischen war er, versetzt unter Belassung seiner Bezüge, 1832 Direktor und Dozent der chirurgischen Klinik in Landshut. Während des zweijährigen Exils in Landshut vertrat ihn in Würzburg sein ehemaliger Schüler, der Erlangener Chirurg Michael Jäger. Nachdem Textor im Oktober seine Rückkehr zugesagt hat, kehrte er am 24. März 1835 zurück und vom König wurde ihm wieder die Oberwundarztstelle im Juliusspital übertragen. Einen 1838 ergangenen Ruf nach Freiburg im Breisgau lehnte er ab. 1842 erhielt er die Erlaubnis, eine eigene augenärztliche Abteilung im Juliusspital zu betreiben. Textor wirkte auch als Dekan der Medizinischen Fakultät. 1842/43 war er Rektor der Universität Würzburg. Er hatte unter anderem dank einiger geglückter Steinoperationen schon in München einen guten Ruf als Chirurg gehabt und baute diesen in Würzburg besonders in der Knochen- und Gelenkchirurgie und Unfallchirurgie aus. Zudem beschäftigte er sich am Juliusspital mit der Hernienchirurgie und wie schon Carl Caspar und Johann Barthel von Siebold mit Problemen der Urologie. Zur Entfernung von Harnblasensteinen verwendete er ab etwa 1827 einen sogenannten Lithotripter. Ab 1845 gehörte er dem Medizinalausschuss für Unterfranken und Aschaffenburg an und wirkte als Vorsitzender des „Kreisvereins der Aerzte von Unterfranken und Aschaffenburg“. 1847 führte er seine erste Äthernarkose in Würzburg durch (die Nachricht über die insbesondere von Jackson sowie Morton 1846 entwickelte Narkosetechnik war damals gerade aus Amerika bekannt geworden). Dazu wandte er einen von seinem Schüler bzw. Hilfsarzt Robert Ritter von Welz (später Professor für Augenheilkunde) entwickelten und von dem Würzburger Drehermeister Franz Sebastian Gerster (1789–1871) gefertigten Inhalationsapparat an. Die Neue Würzburger Zeitung veröffentlichte im August 1847 Textors Bericht darüber und über die am Juliusspital seit dem 3. Februar des Jahres mit Schwefeläther vorgenommenen großen chirurgischen Eingriffe. Im Jahr 1848 erhielt er die Ehrendoktorwürde der Medizinischen Fakultät der Universität Prag. 1849 wurde er mit dem Ritterkreuz des Verdienstordens der Bayerischen Krone ausgezeichnet, womit die Nobilitierung verbunden war. Zudem wurde ihm das Ritterkreuz des Wilhelmsordens verliehen. Cajetan von Textor war Gründungsmitglied der 1849 gegründeten Physikalisch-Medizinischen Gesellschaft in Würzburg. Um 1850 reduzierte Textor, der die Wundversorgung mit Kompressen, Binden oder Tüchern für ausreichend hielt, in Würzburg den bis dahin für unentbehrlich gehaltenen Einsatz von Scharpieverbänden. 1852 nahm er aus gesundheitlichen Gründen zeitweise Abstand von seinen Lehrverpflichtungen, wurde im Sommersemester 1853 offiziell davon entbunden, hielt aber noch bis 1854 Vorlesungen über Chirurgie und betreute mit seinem Sohn Karl Textor (1815–1880) chirurgische Vorlesungen und Kurse. Ab 1855 führte Karl Textor als Privatdozent die von seinem Vater von 1824 bis 1838 durchgeführte Vorlesung über „Gehörkrankheiten“ fort. 1858 wurde Cajetan von Textor er zum königlichen Geheimen Rat berufen. Zwei Jahre später starb er nach kurzer Krankheit in seinem Haus in der Haugerpfarrgasse.
Zu seinen Schülern gehörte August Dorl, der sich wie Cajetan und Karl Textor auch mit dem Gebiet der Urologie befasste, der im Nachbarhaus Textors in der Würzburger Haugerpfarrgasse 183 wohnende Maximilian Heine (Bruder des Schriftstellers Heinrich Heine) und der mit diesem nicht verwandte Bernhard Heine, der von Textor umfangreich gefördert wurde und dessen Osteotom, eine Art kleine Kettensäge, Textor spätestens ab 1832 bei Operationen verwendete – auch noch nachdem die Chirurgen wieder von dessen Gebrauch abgekommen waren. Textor baute auch auf den Beobachtungen von Heine zur Knochenneubildung und Regeneration nach Resektionen auf und führte dazu Versuche aus (Thema seiner Rektoratsrede 1842: Über Wiedererzeugung der Knochen nach Resectionen beim Menschen). Er entwickelte den sogenannten Textor-Schnitt, eine bogenförmige Schnittführung unterhalb der Kniescheibe zur Totalresektion des Kniegelenks, die aber gegen Ende des 20. Jahrhunderts nur noch selten durchgeführt wurde. Von Textor stammen auch genaue Indikationen für Trepanationen nach Schädelbrüchen. Ein Assistent von Textor war Anfang der 1820er Jahre der Wundarzt und Geburtshelfer Joseph Anton Mayer (1798–1860), der auch Stadtchirurg, Polizeiarzt und Inhaber einer orthopädischen Heilanstalt war und Operationen wie die Umstellungsosteotomie erfolgreich durchführte. Zu Textors Studenten gehörten auch sein Doktorand Adolf Kußmaul, der 1854/1855 in Würzburg studierte und die Textors Tätigkeit auch kritisch betrachtenden Studenten Carl Gerhardt, Ernst Haeckel, Fridolin Schuler und Lorenz Sonderegger. Weitere Assistenten und Mitarbeiter Textors waren unter anderem Franz Anton von Balling, Georg Adam Müller (* 1802), der königlicher Gerichtsarzt in Miltenberg und Würzburg wurde, der Bruder von Heinrich Heine Maximilian Heine, der Chirurg und Professor der Augenheilkunde Heinrich Adelmann, Franz Christoph von Rothmund, Philipp Wilhelm (1798–1840), ein Enkel von Franz Heinrich Meinolph Wilhelm, und Franz von Rinecker. Der Prosektor Adam Kaspar Hesselbach hatte Textor während dessen Abwesenheit als Oberwundarzt vertreten.
Cajetan von Textors Mitarbeiter bzw. Assistent, Schüler und Sohn aus erster Ehe, der Chirurg (ab 1843 Privatdozent an der chirurgischen Klinik; ab 1849/1850 außerordentlicher Professor für Chirurgie in Würzburg) Karl Textor (* 1815 in München; † 1881), wurde trotz Bemühungen seines wohl auch Fürsprecher beim Ministerium habenden Vaters nicht dessen Nachfolger in Würzburg; diesen Posten erhielten vielmehr 1854 Adolph Morawek (1816–1855) aus Prag, der am 22. April 1854 zum „ordentlichen Professor der gesamten chirurgischen Klinik“ zum Oberwundarzt des Juliusspitals bestellt wurde, und 1856 Wenzel von Linhart. Lediglich die Oberwundarztstelle seines Vaters hatte der auch einige Publikationen veröffentlichende Karl Textor am 29. November 1855 vertretungsweise erhalten.
Zu von Textors Freunden gehörten sein Fachkollege August Gottlieb Richter, Verfasser eines zu von Textors Zeit bereits veralteten siebenbändigen Lehrbuches, und sein Fakultäts- und Spitalskollege Carl Friedrich von Marcus, mit dem er gemeinsam eine 1847 eröffnete separate medizinisch-chirurgische Kinderstation (die erste Universitäts-Kinderklinik) betreute.

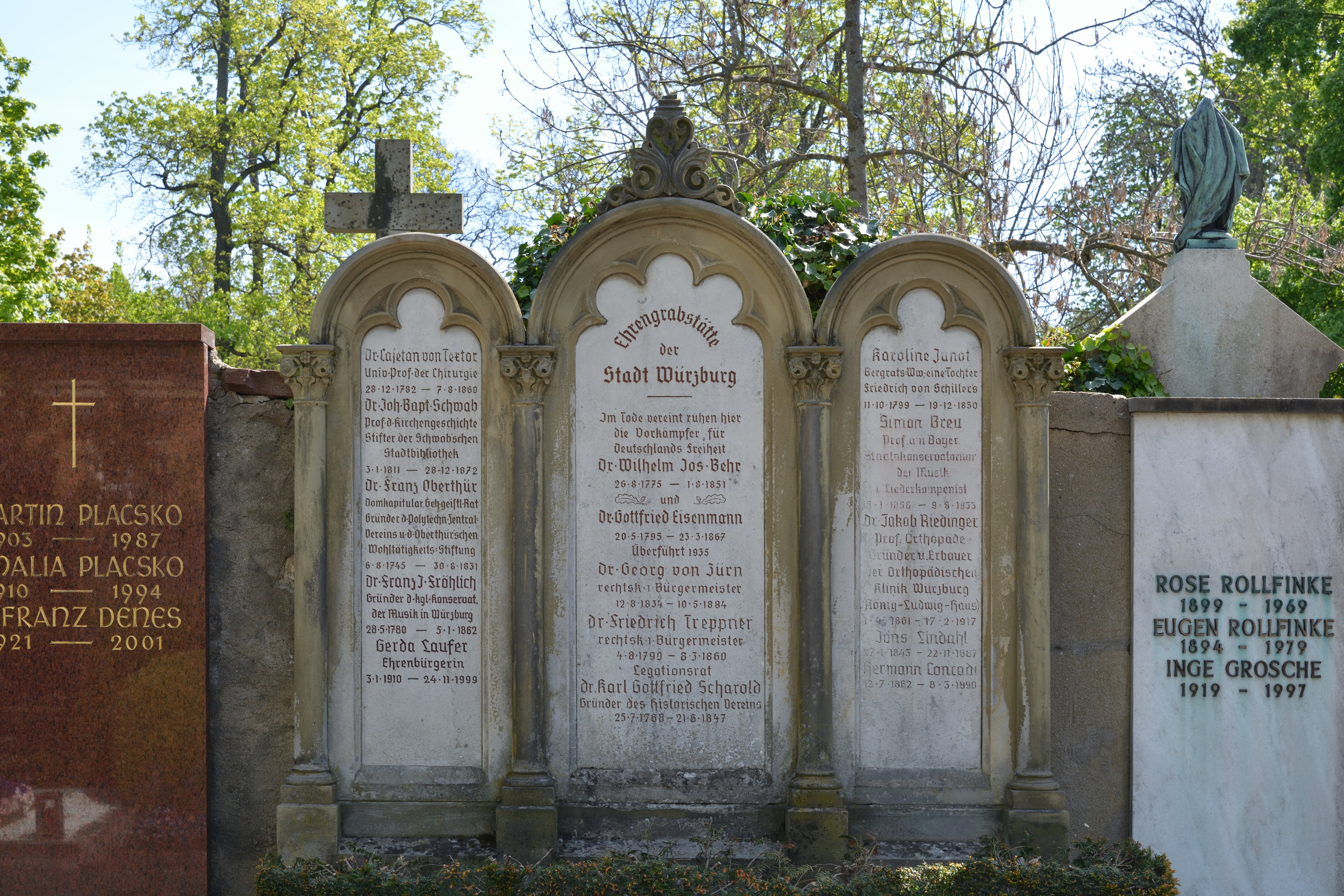
Ehrengrab auf dem Hauptfriedhof Würzburg

Heute erinnert die nach ihm umbenannte Textorstraße (zuvor Haugerpfarrgasse) in der Würzburger Innenstadt an Cajetan von Textor. Er wohnte in der Haugerpfarrgasse 184 (heute Textorstraße 26).

## Schriften (Auswahl)
- Über die Ursache des Nichtauffindens der Harnblasensteine nach gemachter Operation der Lithotomie. Ein Programm als Einleitung zu seinen Vorlesungen aus der gesammten Chirurgie. Nitribitt, Würzburg 1816.
- Uebersicht derjenigen Kranken, welche im k. Juliusspitale zu Würzburg vom 1. Januar bis zum letzten December 1816 an der chirurgischen Klinik behandelt worden sind. In: Medicinisch-Chirurgische Zeitung Salzburg. 1817, I, S. 331–335.
  - ebenso für die Jahre 1817 bis 1820 sowie 1824 bis 1825: ebenda 1818, II, S. 332–336, 1819, III, S. 123–128, 1820, III, S. 239–240 und 302–304, sowie 1828, IV, S. 142–144 und 206–208.
  - ebenso für die Jahre 1830 bis 1839 in Medicinisches Correpondenz-Blatt. 1840, Nr. 40, S. 628–638, Nr. 41, S. 641–651, und Nr. 42, S. 657–663.
- als Hrsg.: Der Neue Chiron. Eine Zeitschrift für Wundarzneykunst und Geburtshiilfe. Band 1 ff. Sulzbach 1821 ff.
- Ueber Wiedererzeugung der Knochen nach Resectionen beim Menschen, nebst einer tabellarischen Übersicht aller Resectionen, welche seit 1821 im königlichen Juliusspitale dahier gemacht worden sind. In: Notizen aus dem Gebiet der Natur- und Heilkunde. Band 33, 1832, Nr. 19, S. 298–299; 2. Auflage: Voigt & Macker, Würzburg 1843.
- Herausgabe der deutschen Ausgabe von Alexis Boyer: Grundzüge zur Lehre der chirurgischen Operationen. Würzburg 1818–1827; 2. Auflage: 1834–1841.
- Grundzüge zur Lehre der chirurgischen Operationen, welche mit bewaffneter Hand unternommen werden. Stahelsche Buchhandlung, Würzburg 1835 (Archive).
- Programme de lithotomia et lithotritia. 1835.
- Historia calculi vesicae urinaria rara. 1836.
- Ueber mania operativa passiva, als nachträgliche Bemerkung zur Amputation des Oberarmes der Rosina Kettler, welcher früher das Ellenbogengelenk des nämlichen Armes im k. Juliusspitale ausgeschnitten worden war. In: Medicinisches Correspondenz-Blatt. 1844, Nr. 15, S. 234–237.
- Aether-Narkose im Julius-Hospitale zu Würzburg. In: Neue Würzburger Zeitung, 25. August 1847.
- Über die Wirkung des Chloroforms als schmerzstillendes Mittel bei chirurgischen Operationen. In: Deutsche Klinik. Band 2, 1850, Nr. 3, S. 24–26, und Nachtrag zu meinem ersten Aufsatze über die Wirkung des Chloroforms bei chirurgischen Operationen. In: Deutsche Klinik. Band 2, 1850, Nr. 44, S. 492.
- Das Juliusspital in Würzburg. In: Akademische Monatsschrift. August/September 1850, S. 359–371.